# The Tomb Within
The Tomb Within è un EP degli Autopsy, pubblicato nel 2010 per conto della Snapper Music.

## Tracce
1. The Tomb Within – 3:44
2. My Corpse Shall Rise – 4:18
3. Seven Skulls – 3:05
4. Human Genocide – 3:04
5. Mutant Village – 5:50

## Formazione
- Chris Reifert - voce, batteria
- Danny Coralles - chitarra
- Eric Cutler - chitarra
- Joe Trevisano - basso